# テーブルさん座アルファ星
| 太陽 | テーブルさん座α星 |
| ---- | ----------------- |
| 太陽 | Exoplanet         |

テーブルさん座α星（テーブルさんざアルファせい、Alpha Mensae, α Men）は、テーブルさん座で最も明るい恒星である。
+5.09等級であり、星座内で最も明るい恒星としては、最も暗い。南方に位置するため、地球からは南半球の緯度が高い場所でなければ良く見ることができないが、南中の頃には、赤道少し北からでも空の低いところに見ることができる。
黄色の主系列星で、太陽よりも若干小さく表面温度は低い。年齢は若干年老いている。この恒星は比較的大きな固有運動を持つ。周囲を公転する惑星は見つかっていないが、3.05秒（約30天文単位）離れた位置に赤色矮星を伴っている。